# Hairul Azreen
Hairul Azreen bin Idris (Kuala Lumpur, 23 aprile 1988) è un attore malaysiano.
Hairul Azreen Idris (nato il 23 aprile 1988) è un ex attore, stuntman, modello, regista e imprenditore malese. Ha iniziato la sua carriera nel mondo dello spettacolo come stuntman prima di affermarsi come attore. È stato il vincitore della prima stagione di Fear Factor Malaysia, insieme a Dazrin Kamarudin.
Ha recitato in diverse serie televisive, tra cui Rona Roni Makaroni (2008), Ponti Anak Remaja (2010), Setia Hujung Nyawa (2013) e Misiku Kuza (2013–2014). Tra i film in cui ha recitato vi sono Hantu Kapcai (2012), Gila-Gila Remaja 2 (2013), Pak Pong (2017), PASKAL (2018), WIRA (2019), The Assistant (2022) e Malbatt: Misi Bakara (2023).

## Vita iniziale
Hairul Azreen è nato il 23 aprile 1988 a Kuala Lumpur, da Idris Ali e Habsah Desa. È il secondo di quattro fratelli. Ha completato l’istruzione secondaria con il Sijil Pelajaran Malaysia (SPM). Fin da giovane, si è dedicato alle arti marziali, in particolare al Taekwondo, ottenendo la cintura nera e partecipando come atleta per lo stato di Selangor ai Giochi della Malesia del 2004 (Sukan Malaysia).
Dopo aver terminato gli studi (SPM), nel 2007 ha lavorato come operaio stradale, dipingendo le linee dell'autostrada Shah Alam (KESAS), per un compenso di 50 ringgit al giorno. Durante questo periodo, ha corso seri rischi di essere investito da veicoli in transito. Successivamente, ha lavorato come recuperatore di veicoli per conto delle banche nei casi di mancato pagamento. In seguito, ha svolto un breve periodo come venditore di orologi presso l’aeroporto internazionale di Kuala Lumpur (KLIA).

## Carriera
Hairul Azreen ha iniziato la sua carriera come stuntman per diversi film locali. Il suo primo ruolo da attore è arrivato nella serie televisiva diretta da Shahrulezad Mohameddin, Rona Roni Makaroni, accanto a Sharifah Amani, Dira Abu Zahar, Sharifah Sofia, Wan Sharmila, Bront Palarae e Azma Aizal Yusoof. Successivamente, ha interpretato un ruolo secondario nella serie di fantascienza Bio-Nik, con protagonista Kamal Adli nel 2009.
In seguito, ha lavorato sotto la direzione di Ghaz Abu Bakar nella serie horror misteriosa Ponti Anak Remaja, insieme a Liyana Jasmay. Hairul ha fatto il suo debutto cinematografico nel film Senario The Movie: Ops Pocot, diretto da Ismail Bob Hashim, con il gruppo comico Senario. Ha poi interpretato un ruolo di supporto come Akim nel film Hantu Kapcai di Ghaz Abu Bakar, con Zizan Razak e Remy Ishak. È anche apparso nel videoclip della canzone "Cinta Muka Buku" della cantante Najwa Latif.
Nel 2013, ha partecipato al reality show Fear Factor Malaysia, condotto da Aaron Aziz, insieme all'attore Dazrin Kamarudin. La coppia è stata incoronata vincitrice della prima stagione. Nello stesso anno, ha recitato nella serie 5 Bujang, diretta da Eizlan Yusof, accanto ad Ako Mustapha, Zed Zaidi, Zul Yahya e Zarina Zainuddin. La serie racconta la storia di cinque amici — Tarmizi, Benn, Otai, Johari e Borhan — che convivono nonostante il loro basso livello d’istruzione, dimostrando comunque un forte spirito di solidarietà.
Hairul ha ricevuto ampi consensi per il ruolo di Airiel nel medical drama Misiku Kuza, al fianco di Erin Malek e Arja Lee. Ha anche ottenuto un ruolo da protagonista nel film Gila-Gila Remaja 2, diretto da V. Nagaraj, sequel del film cult del 1985 Gila-Gila Remaja, originariamente interpretato da Faizal Hussein. Hairul vi interpreta Afiq, un giovane benestante appassionato di corse motociclistiche e danza. Il film vede anche la partecipazione di Taiyuddin Bakar, Fizz Fairuz e Bella Dally.
Insieme alla moglie Hanis Zalikha, ha partecipato al programma Hairul & Hanis Junior su Astro Ria, seguito da My Little Heroes: Yusuf & Bujibu, incentrato sul loro figlio Yusuf Iskandar. Ha inoltre recitato nel primo film malese sui vigili del fuoco, Qhaliq, diretto da Rosli Mohd Taib.
Il 27 settembre 2018, Hairul è stato protagonista del film d’azione PASKAL, diretto da Adrian Teh, accanto ad Ammar Alfian, Taufiq Hanafi, Henley Hii e Jasmine Suraya Chin, interpretando il ruolo di Arman. Il film è stato un successo commerciale e ha ricevuto recensioni positive dalla critica. Ha poi collaborato nuovamente con Adrian Teh nel film WIRA, uscito il 21 novembre 2019, dove ha interpretato il personaggio di Hassan.
La collaborazione con Adrian è continuata con Pasal Kau!, dove Hairul ha anche ricoperto il ruolo di produttore esecutivo e autore della storia originale. Il film è stato distribuito il 1° ottobre 2020 su Netflix, con Janna Nick, Amerul Affendi, Henley Hii e Sophia Albarakbah.
Hairul ha debuttato come regista con il film Ada Hantu, uscito il 13 agosto 2021 su Disney+ Hotstar.
Il 21 agosto 2023, durante un’intervista nel programma radiofonico 3 Pagi Era su Radio Era, Hairul ha annunciato il suo ritiro dalla recitazione, esattamente dopo 15 anni di carriera. Il film Malbatt: Misi Bakara, uscito il 24 agosto 2023, è stato la sua ultima apparizione cinematografica. Ha dichiarato che la decisione è stata presa per potersi dedicare pienamente alla famiglia e alle sue attività imprenditoriali.

## Vita privata
Hairul Azreen ha sposato l’attrice, conduttrice e blogger Hanis Zalikha l’8 giugno 2015. Dalla loro unione è nato un figlio, Yusuf Iskandar, il 3 giugno 2016.
Il 26 gennaio 2018, Hairul è stato convocato dalla polizia per fornire una dichiarazione presso il Dipartimento di Polizia del distretto di Perak Tengah, in merito alla diffusione di un video della durata di 49 secondi in cui si vede l'attore sparare due colpi con un fucile a canna liscia modello SK500. L’arma apparteneva a suo zio settantenne, anch’egli presente nel video, registrato nel villaggio di Kampung Parit Jerman, a Sitiawan. Hairul ha dichiarato che il video era stato girato due anni prima e di non aver previsto che sarebbe diventato virale.
Nel febbraio 2018, Hairul è tornato sotto i riflettori dei media dopo che un video in cui eseguiva un “salto in volo” su una scala mobile al Putra World Trade Centre (PWTC) è diventato virale sui social media, attirando critiche da parte degli utenti.
Il 1° maggio 2019, durante le riprese del film WIRA, Hairul ha subito un infortunio eseguendo una scena di salto pericolosa, che ha provocato una lesione ai legamenti della gamba. Il 24 maggio 2019, Hairul e Hanis hanno accolto la nascita del loro secondo figlio, una bambina di nome Alisa Aisyah. Hairul ha sottolineato che entrambi i suoi figli sono nati di venerdì.

## Filmografia
|  | Indica film o serie non ancora pubblicati |

### Film
| Anno | Titolo                      | Ruolo                 | Note                                             |
| ---- | --------------------------- | --------------------- | ------------------------------------------------ |
| 2011 | Senario The Movie Ops Pocot | Maman                 | Film d'esordio                                   |
| 2012 | Keramat                     | Nasti                 |                                                  |
| 2012 | Hantu Kapcai                | Akim                  |                                                  |
| 2013 | Gila-Gila Remaja 2          | Afiq                  |                                                  |
| 2017 | Pak Pong                    | Muda                  |                                                  |
| 2017 | Pencuri Hati Mr. Cinderella | Boy                   |                                                  |
| 2018 | Qhaliq                      | Qhaliq                |                                                  |
| 2018 | PASKAL                      | Arman Rahmat / Jerung |                                                  |
| 2018 | Operasi X                   | Pablo                 |                                                  |
| 2018 | Polis EVO 2                 | Zul                   |                                                  |
| 2019 | Wira                        | Hassan                |                                                  |
| 2020 | Pasal Kau!                  | Aiman                 | Anche produttore esecutivo e autore della storia |
| 2021 | Ada Hantu                   | Talha                 | Anche regista e produttore esecutivo             |
| 2022 | The Assistant               | Feroz                 |                                                  |
| 2022 | Abang Long Fadil 3          | Agente penitenziario  |                                                  |
| 2022 | Ada Hantu 2                 | Talha                 | Anche regista e produttore esecutivo             |
| 2023 | Malbatt: Misi Bakara        | Tenente Ismail        |                                                  |
| 2025 | The Original Gangster       | Que                   | In post-produzione; ultimo film ufficiale        |

### Serie televisive
| Anno | Titolo                   | Ruolo       | Canale    | Note                    |
| ---- | ------------------------ | ----------- | --------- | ----------------------- |
| 2008 | Rona Roni Makaroni       | Boy         | Astro Ria | Debutto televisivo      |
| 2009 | Bio-Nik                  | N.D.        | TV3       | Stuntman per Kamal Adli |
| 2009 | Senandung Si Dayang      | Tengku Muiz | TV3       |                         |
| 2009 | Merah Putih              | Beego       | TV3       |                         |
| 2010 | Mahabbah De Laila        | Wa'ad       | TV9       |                         |
| 2010 | Ponti Anak Remaja        | Farid       | Astro Ria |                         |
| 2011 | Kali Kedua               | Azmi        | TV9       |                         |
| 2011 | Dingin Lavenda           | Tajul       | TV3       |                         |
| 2011 | Ahmad Albob Yang Punya   | Rejab       | TV3       |                         |
| 2011 | Asmara 2                 | Fikri       | TV3       |                         |
| 2012 | Sirrun                   | Khalid      | TV9       |                         |
| 2012 | Indera Joned             | Aiman       | TV3       |                         |
| 2012 | Setia Hujung Nyawa       | Ikram       | TV3       |                         |
| 2013 | Anak Bertuah             | Lokman      | TV2       |                         |
| 2013 | 5 Bujang                 | Tarmizi     | TV1       |                         |
| 2013 | Misiku Kuza (Stagione 1) | Airiel      | Astro Ria |                         |
| 2014 | Misiku Kuza (Stagione 2) | Airiel      | Astro Ria |                         |
| 2014 | Baby Ana Milik Siapa?    | Reza        | TV3       |                         |
| 2015 | Salam Dari Seoul         | Aiman       | TVi       |                         |
| 2015 | Merah Mawar Di Kundasang | Ashraf      | TVi       |                         |
| 2016 | Dia Semanis Honey        | Adam Hazrul | Astro Ria |                         |
| 2018 | Pelangi Cinta            | Rahman      | TV3       | Ultima serie TV         |

### Telefilm
| Anno | Titolo                                 | Ruolo        | Canale           | Note            |
| ---- | -------------------------------------- | ------------ | ---------------- | --------------- |
| 2009 | Siti Tivi                              |              | Astro Ria        | Primo telefilm  |
| 2010 | Fotokopi                               |              | TV2              |                 |
| 2012 | Korban Kasih                           | Imran        | TV AlHijrah      |                 |
| 2012 | Pontianak Masih Beraya Di Kampung Batu | Kamil        | Astro Ria        |                 |
| 2013 | 7 Dulang Asam Pedas                    |              | TV1              |                 |
| 2013 | Untuk Terakhir Kali                    | Shah         | Astro Ria        |                 |
| 2013 | Banglo Seksyen 2                       | Helmi        | Astro Ria        |                 |
| 2013 | Syawal Buat Abang                      | Rustam       | TVi              |                 |
| 2013 | Awang Senandung                        | Awang        | TV9              |                 |
| 2013 | Aku Bukan Buaya                        | Farell Redza | TV3              |                 |
| 2014 | Penunggu Bayang                        | Ariff        | Astro Mustika HD |                 |
| 2014 | Sayang Saranghae                       | Remy         | TVi              |                 |
| 2014 | Diari Dewi                             | Adrian       | TV9              |                 |
| 2014 | Ku Akui                                | Wafi         | TV1              |                 |
| 2014 | Bermulanya Di Sini                     | Amir         | TV AlHijrah      |                 |
| 2014 | Bibik Aku Nak Kahwin                   |              | Astro Ria        |                 |
| 2015 | Ibu Mummy Mama                         | Faiz         | TV2              |                 |
| 2015 | Dalam Pelukan Ramadhan                 | Shah Eizlan  | Astro Ria        |                 |
| 2016 | Jangan Ambil Botol Itu                 | Jamal        | TV9              |                 |
| 2016 | Lara Cinta Qaseh                       |              | TV2              |                 |
| 2021 | Kain Kafan Berbisik                    | Muaz         | TV2              | Telefilm finale |

### Televisione
| Anno | Titolo                                    | Ruolo       | Canale      | Note                     |
| ---- | ----------------------------------------- | ----------- | ----------- | ------------------------ |
| 2013 | Fear Factor Malaysia (Stagione 1)         | Concorrente | Astro Ria   | Con Dazrin Kamarudin     |
| 2013 | Betul ke Bohong? (Stagione 4)             | Ospite      | Astro Warna | Episodio 12 (Semifinale) |
| 2013 | Betul ke Bohong? (Stagione 5)             | Ospite      | Astro Warna | Episodio 2               |
| 2016 | Hairul & Hanis Junior                     | Sé stesso   | Astro Ria   |                          |
| 2017 | Running Man Challenge Hydrated by 100PLUS | Sé stesso   | Astro Ria   |                          |
| 2018 | My Little Heroes: Yusuf & Bujibu          | Sé stesso   | Astro Ria   |                          |
| 2019 | Semifinale Maharaja Lawak Mega 2018       | Giudice     | Astro Warna |                          |
| 2020 | The Masked Singer Malaysia (stagione 1)   | Concorrente | Astro Warna | Come "Ayam Jantan"       |
| 2021 | Betul ke Bohong Kuasa 2?                  | Ospite      | Astro Warna | Episodio 3               |

### Podcast
| Anno | Titolo         | Ruolo     | Piattaforma | Note                                                       |
| ---- | -------------- | --------- | ----------- | ---------------------------------------------------------- |
| 2023 | Studio Sembang | Sé stesso | YouTube     | Episodio: "Mission: Merdeka"; condotto da Amelia Henderson |

## Videografia

### Video musicali
| Anno | Titolo            | Cantante    |
| ---- | ----------------- | ----------- |
| 2011 | "Cinta Muka Buku" | Najwa Latif |

## Discografia
| Anno | Titolo                |
| ---- | --------------------- |
| 2014 | "Semerah Mawar Merah" |

## Premi e candidature
| Anno | Premio                            | Categoria                              | Candidatura                   | Risultato       |
| ---- | --------------------------------- | -------------------------------------- | ----------------------------- | --------------- |
| 2008 | Concorso Uomo Più Elegante 2008   | Terzo posto                            | N.D.                          | Vincitore/trice |
| 2013 | Fear Factor Celebrità Malesia     | Vincitore (insieme a Dazrin Kamarudin) | N.D.                          | Vincitore/trice |
| 2016 | Premi MeleTOP Era 2016            | Coppia MeleTOP                         | Hanis Zalikha & Hairul Azreen | Candidato/a     |
| 2023 | 35º Premio Popolare Berita Harian | Attore cinematografico popolare        | N.D.                          | Candidato/a     |